# 李匡师
李匡师（韓語：이광사；1705年1月20日—1777年1月31日），字道甫，号圆峤，晚年又号寿北老人，是朝鲜王朝后期的书法家、学者、文学家。他生于汉城府，本贯全州李氏，朝鲜定宗十子德泉君李厚生的后代。李匡师的书风被称为“圆峤体”，被认为是朝鲜书法本土化（东国真体）的里程碑之一。

## 生平
李匡师是家里五男一女中的幼子，父亲是历任礼曹判书的李真俭（1671 ~ 1727）。年少时，李匡师跟从朝鲜书法名家尹淳学书，工于多种书体；27岁时，又遇到83岁高龄的大儒郑齐斗，深受其倡导的阳明学思想影响。李匡师对尹、郑两位师长尊敬有加，在二人死后，皆“服麻會窆”，为老师守丧。
李匡师的家族在朝中属少论派，屡受政治倾轧打击。1725年（朝鲜英祖一年）时，李匡师的父亲和伯父被流放，家族自此走向衰落。1755年（英祖三十一年）时，李匡师自己因为罗州挂书事件（乙亥獄事）被流放到富宁郡；富宁地处极北、荒凉异常，而李匡师处之泰然，“人不见忧色”。1762年（英祖三十八年）时，李匡师又因为教文盲读书写字，被视为可能聚众煽动，而被移配到今莞島郡的薪智岛。在1755年首次被流放时，妻子柳氏因为听到李匡师被判死刑的流言上吊自杀，这令李匡师悲痛万分，留下了大量悼念亡妻的文章作品。
在59岁时，李匡师在流放地薪智岛上著《圆峤书决》前篇，63岁时又由二子令翊代述《圆峤书决》后篇。1777年阴历八月二十六日，李匡师在薪智岛上金實村家中逝世，享年73岁。逝世之后，李匡师的遗体被送到長湍郡，终得与亡妻柳氏合葬；其陵墓在今天的朝韩非军事区内。李匡师有两子一女，长子李肯翊是著名史学家，编有《燃藜室记述》；次子李令翊则继承了李匡师的书法功底。

## 书法成就
李匡师在世时，其书法作品已经在朝鲜社会广受欢迎，“世争得圆嶠公一字以爲寶”。后世评价李匡师为韩濩以来朝鲜书法的本土化划下了句号。李匡师的书法通过李溆—尹淳的系谱得以承袭，但又与老师尹淳有不少差异。尹淳的书法主要承自宋、明两代，而李匡师则以王羲之为代表的六朝书风、乃至更早的篆隶作品为基础，进一步形成朝鲜化的书风。当时有人评价李匡师“篆隸遠過眞草”，就是指他对秦汉篆隶的造诣，要高于其楷书、草书的水平。
在书法思想上，李匡师主张“篆隶为本，学者，先徒篆隶，得上世人心画，其余不劳而成”。也就是说，应该从学习篆书、隶书出发，在了解秦汉古人的笔意后，再运用到楷书、行书等其他书体上。这样一来，“虽五者（篆隶楷行草）之体势万殊，其所以行之则一也”，通过了解到不同字体共有的本质，写出更优秀的作品。这就是李匡师所说的“五体一法”。因为主张师古，李匡师对秦汉魏晋的书家多有赞扬，而对唐宋以来的书家则多有贬抑。
虽然在生前广受赞誉，李匡师的书法作品和理论却受到了金正喜等后人的批判。后世指出，李匡师当时临摹的碑帖多有后人伪作，且在理论上过度强调“万毫齐力”，忽视间架结构，一味贬斥颜欧书体，有一定的时代和地域局限性。

## 书法作品
李匡师流传后世的书法作品颇多，其中有代表性的包括：
- 李匡師行書画記，韩国国立中央博物馆；
- 李匡師筆蹟 員嶠法帖，韩国国立中央博物馆；
- 行书五言绝句，韩国国立中央博物馆；
- 行書四言詩，首尔国立大学博物馆。

## 文学作品
李匡师流传后世的文学作品包括：
- 斗南集
  - 亡妻孺人文化柳氏紀實
- 圆峤集选（共十卷）
  - 东国乐府（第一卷）
  - 圆峤书决（第十卷）
- 祭柳氏墳前書：

“永別之後，春辭夏盡。霜風懍懍，不審是辰。玉體安穩，舅姑福地。近在相望，晨昏奉陪。能慰平昔未逮事之恨。兒子肯孝，遠省絶塞。親屬書櫝、萬床盈握，獨無吾孺人之一字 ；吾所報函，且成累幅，亦無寄孺人之半語。
是何情事，腸同欲寸斷，涕淚如河傾。生而斷魂，不如死而同穴。切祈速化而神不徯願，永日長夜，此生良苦。割棄同裯之恩愛，永謝膝下之慈戀。抛胥宇之華屋，就無人之空山。荒蕪滿原，怪禽時鳴；悽風冷雨，日夕交作。孤臥深竁，未睹日月，精爽有覺。 若爲聊遣同床席、食梁肉之樂，今生可復得耶？幽靜之姿、正淑之儀，今生可復覿耶？

吾有所嗜，誰誠供之？吾有所需，誰復營之？吾有所失，規者何人？吾有所疑，質者何處？三光可凋，此恨寧有窮時。兒子之歸，寫此哀情。令告靈筵，再讀玄堂之前而焚之。昭明之魂，庶髣髴而臨聽，惻此老鱞之情，淚漬于墨，辭不達。”